# Vasaloppet China
Der Vasaloppet China (VLC) ist ein Volkslanglauf in der chinesischen Provinz Jilin in der Umgebung der Stadt Changchun auf der Strecke des Changchun Yingyuetan Forest Marathons. Er findet seit 2003 jährlich am ersten Januar-Wochenende statt und wurde 2014 in die Worldloppet-Wettkampfserie aufgenommen. Im Jahr 2017 war er Teil der Skimarathon-Rennserie Ski Classics sowie 2019 des Worldloppet Cups. Teilnehmen können außer Leistungssportlern auch gut trainierte Amateurläufer aller Altersklassen. Der „asiatische Wasalauf“ – in der schwedischen Originalschreibweise mit "V" – findet im Rahmen eines großen jährlichen Volksfestes im ersten Quartal statt.

## Geschichte
Der Verband des chinesischen Ski-Orientierungslaufs suchte im 21. Jahrhundert nach Möglichkeiten, interessante ökologisch unbedenkliche Wintersport-Veranstaltungen für möglichst viele Teilnehmer im Land zu etablieren. Die Umgebung der Stadt Changchun mit dem Changchun Jingyuetan National Key Scenic Spot hat einen ähnlichen Landschaftscharakter wie die Weiten Schwedens, wo seit 1922 jährlich der historische Wasalauf stattfindet. Um zu prüfen, ob in China genau in dieser Provinz ein „asiatischer Wasalauf“ durchgeführt werden kann, nahmen im Jahr 2002 Vertreter des chinesischen Skiverbandes Kontakt mit dem schwedischen Wasalauf-Organisationskomitee und mit der Stadtregierung von Changchun auf. Sie vereinbarten Details einschließlich der Nachverwendung des etablierten Namens der Veranstaltung.
Skilaufen hatte sich ab der Mitte des 20. Jahrhunderts in China in den Bergregionen und auf dem Land als Volkssport bereits ausgebreitet und fand großes Interesse. Für die neue Volkssportveranstaltung wurden die Start- und Zielpunkte auf einer Rundstrecke, die mehrfach zu durchlaufen ist, festgelegt und die Strecke ausgemessen. Für den Hauptlauf beträgt sie – entgegen dem historischen Vorbild – 50 km. Die Teilnehmer legen sie im klassischen Laufschritt (parallele Skiführung) zurück. Außerdem entstand fast „aus dem Nichts“ in sehr kurzer Zeit eine gute Infrastruktur mit Verkehrs- und Übernachtungsmöglichkeiten für Sportler und ihre Begleiter sowie für Touristen.
So konnte das eigens gegründete Organisationskomitee bereits im Frühjahr 2003 die Teilnehmer des ersten Vasaloppet China in die Spur schicken. Zusätzlich zum Hauptlauf über 50 km in klassischem Laufstil organisieren die Veranstalter einen 25-km-Lauf sowie – vor allem für Anfänger, Kinder und weniger Geübte – kürzere Strecken: 200 m („Children’s Vasa“), 2 km („Fun Ski“) und gesondert einen studentischen Wettkampf zwischen 17 Universitäten. Eine komplette Laufausstattung kann vor Ort ausgeliehen werden.
Um den namensgebenden Lauf herum findet das Vasaloppet International Skiing Festival statt, das einen Zeitraum von drei Monaten umfasst. Am 2. Januar jeden Jahres wird das Festival mit einer feierlichen Zeremonie eröffnet. Neben dem Vasaloppet China gibt es vielfältige Sportmöglichkeiten für die Besucher sowie Kulturveranstaltungen, Ausstellungen und Messen und auch einen Schneeskulpturen-Wettbewerb. Die Organisatoren bezeichnen das Festival als einen „Beitrag zur Völkerverständigung“ im weitesten Sinne.
Seit 2006 gibt es zusätzlich die Zeremonie Vasa Night Banquet.
Für das Jahr 2007 meldeten die Medien die Teilnahme von 15 Nationen am Hauptlauf.
Im Frühjahr 2011 eröffnete unmittelbar nach Abschluss des Vasa-Hauptlaufs das Vasaloppet Museum im Jingyue Park. In diesem neu gebauten zweistöckigen Museum können die Besucher auf einer Fläche 2340 m² einerseits die Geschichte des (schwedischen) Wasalaufs und andererseits die Geschichte des Vasalaufs China genauer kennenlernen.
Seit Juni 2014 ist der Vasaloppet China Bestandteil der Worldloppet-Serie. In der Wintersaison 2016/2017 war der Hauptlauf auch Bestandteil der Skimarathon-Rennserie Ski Classics, im Januar 2019 der letzten Auflage des ab 2000 vom Weltskiverband FIS ausgetragenen Worldloppet Cups.

## Sieger (Hauptlauf)
| Jahr | km | Sieger              | Nationalität        | Zeit (h) | Siegerin                  | Nationalität        | Zeit (h) |
| ---- | -- | ------------------- | ------------------- | -------- | ------------------------- | ------------------- | -------- |
| 2025 | 50 | Fabián Štoček -2-   | Tschechien          | 02:05:22 | Viktoria Börjesjö Maltn   | Schweden            | 02:25:31 |
| 2024 | 50 | Fabián Štoček       | Tschechien          | 02:16:18 | Xinle Zhao                | Volksrepublik China | 02:51:39 |
| 2023 | 32 | Qiang Wang          | Volksrepublik China | 01:24:52 | Chunxue Chi               | Volksrepublik China | 01:28:40 |
| 2022 | 50 | Lin Bao             | Volksrepublik China | 02:17:22 | Lei Li                    | Volksrepublik China | 02:38:19 |
| 2021 | 50 | Mingliang Zhu       | Volksrepublik China | 02:16:29 | Hongxue Li -7-            | Volksrepublik China | 02:32:59 |
| 2020 | 50 | Vinjar Skogsholm    | Norwegen            | 02:20:31 | Marina Tschernoussowa -2- | Volksrepublik China | 02:44:00 |
| 2019 | 50 | Qiang Wang          | Volksrepublik China | 02:23:27 | Maria Gräfnings           | Schweden            | 02:32:50 |
| 2018 | 50 | Jinle Tang          | Volksrepublik China | 02:21:59 | Marina Tschernoussowa     | Russland            | 02:43:50 |
| 2017 | 50 | Andreas Nygaard     | Norwegen            | 02:11:36 | Olga Rotschewa            | Russland            | 02:29:01 |
| 2016 | 50 | Petr Novák          | Tschechien          | 02:19:26 | Qinghua Ma -2-            | Volksrepublik China | 02:34:08 |
| 2015 | 50 | Bob Impola          | Schweden            | 02:17:06 | Hongxue Li -6-            | Volksrepublik China | 02:42:16 |
| 2014 | 45 | Anders Högberg -4-  | Schweden            | 02:08:42 | Qinghua Ma                | Volksrepublik China | 02:32:57 |
| 2013 | 50 | Anders Högberg -3-  | Schweden            |          | Xinxue Song               | Volksrepublik China |          |
| 2012 | 50 | Anders Högberg -2-  | Schweden            |          | Élodie Bourgeois-Pin      | Frankreich          |          |
| 2011 | 50 | Wenlong Xu          | Volksrepublik China |          | Hongxue Li -5-            | Volksrepublik China |          |
| 2010 | 50 | Wan Xia             | Volksrepublik China |          | Sun Bo                    | Volksrepublik China |          |
| 2009 | 50 | Anders Högberg      | Schweden            |          | Hongxue Li -4-            | Volksrepublik China |          |
| 2008 | 50 | Fredrik Persson -2- | Schweden            |          | Yonghong Peng             | Volksrepublik China |          |
| 2007 | 50 | Fredrik Persson     | Schweden            |          | Yonghong Peng             | Volksrepublik China |          |
| 2006 | 50 | Stanislav Řezáč -2- | Tschechien          |          | Hongxue Li -3-            | Volksrepublik China |          |
| 2005 | 50 | Stanislav Řezáč     | Tschechien          |          | Hongxue Li -2-            | Volksrepublik China |          |
| 2004 | 50 | Jørgen Aukland      | Norwegen            |          | Hongxue Li                | Volksrepublik China |          |
| 2003 | 50 | Oskar Svärd         | Schweden            |          | –                         | –                   | –        |

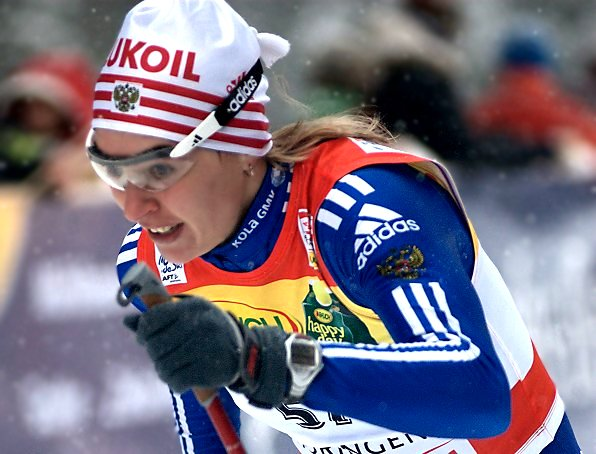
Olga Rotschewa, Siegerin 2017

Die Sieger der verschiedenen Läufe erhalten Medaillen und Geldpreise.
In Changchun wurde parallel zur Durchführung des VLC eine Hall of Fame eingerichtet. Darin werden diejenigen Teilnehmer verewigt, die mindestens dreimal auf einen hier veranstalteten Lauf gesiegt haben.
Im Jahr 2017 finden sich in dieser Ruhmeshalle:
- die Chinesin Hongxue Li (Siege 2004, 2005, 2006, 2009, 2011, 2015, 2021),
- der Tscheche Stanislav Řezáč (Siege 2005, 2006, 2007),
- der Schwede Anders Högberg (Siege 2009, 2012, 2013, 2014)